# 萧贞堂
萧贞堂（1938年—）又稱肖貞堂，湖南新邵人，中国人民解放军将领、中国人民解放军中将。 中共十四大、十五大代表，第十届全国政协委员。
1999年，授予中国人民解放军中将，曾任总装备部副部长。 